# Sápadthasú bülbül
A sápadthasú bülbül (Alophoixus pallidus) a madarak osztályának verébalakúak (Passeriformes) rendjébe és a bülbülfélék (Pycnonotidae) családjába tartozó faj.

## Rendszerezése
A fajt Robert Swinhoe angol ornitológus írta le 1870-ben, a Criniger nembe Criniger pallidus néven.

## Alfajai
- Alophoixus pallidus annamensis (Delacour & Jabouille, 1924) – közép-Vietnám;
- Alophoixus pallidus griseiceps (Hume, 1873) – dél-Mianmar;
- Alophoixus pallidus henrici (Oustalet, 1896) – dél-Kína, észak-Thaiföld, észak- és közép-Laosz, észak-Vietnám;
- Alophoixus pallidus isani (Deignan, 1956) – északkelet-Thaiföld;
- Alophoixus pallidus khmerensis (Deignan, 1956) – dél-Laosz, Kambodzsa, közép-Vietnám;
- Alophoixus pallidus pallidus (Swinhoe, 1870) – dél-Kína (Hainan);
- Alophoixus pallidus robinsoni (Ticehurst, 1932) – dél-Mianmar.

## Előfordulása
Délkelet-Ázsiában, Laosz, Kína, Kambodzsa, Mianmar, Thaiföld és Vietnám területén honos. Természetes élőhelyei a szubtrópusi vagy trópusi síkvidéki és hegyi esőerdők. Állandó, nem vonuló faj.

## Megjelenése
Testhossza 25 centiméter, testtömege 41-52 gramm.

## Természetvédelmi helyzete
Az elterjedési területe rendkívül nagy, egyedszáma pedig stabil. A Természetvédelmi Világszövetség Vörös listáján nem fenyegetett fajként szerepel.